# 기후변화정보센터
기후변화정보센터(Climate Change Information Center ; CCIC)는 일반인의 기후변화 과학 정보에 대한 이해를 돕고, 관련기관에서의 기후변화 연구결과들의 활용도를 높이기 위해 대한민국 기상청 기후과학국 기후정책과에서 운영하는 기후변화정보시스템이다. 기상청 기후정책과는 서울특별시 동작구 여의대방로 16길 61 (신대방 2동)에 위치하고 있다.

## 연혁
- 2000년 8월 기상연구소 예보연구실에서 운영
- 2001년 1월 기후국 기후정책과로 소관 부서를 변경, 운영